# ایگور گریونیکوف
ایگور گریونیکوف (انگلیسی: Igor Grivennikov؛ زادهٔ ۱۱ ژوئیهٔ ۱۹۵۲) شناگر اهل روسیه بود.
وی در مسابقات کشوری و بین‌المللی در مجموع برندهٔ ۲ مدال نقره، ۱ مدال برنز شده‌است.